# Zagaj (Słowenia)
Zagaj – wieś w Słowenii, w gminie Bistrica ob Sotli. W 2018 roku liczyła 134 mieszkańców.